# Estafa de amor (telenovela colombiana)
Estafa de amor fue una telenovela colombiana de 68 capítulos realizada por RTI Televisión para el canal Tele 9 Corazón en 1971. Está basada en la telenovela mexicana Estafa de amor del año 1961, historia original de Caridad Bravo Adams, con adaptación y libretos de Bernardo Romero Pereiro. Estuvo dirigida por Bernardo Romero Lozano, Álvaro Zúñiga fue el productor y tuvo como protagonistas a Judy Henríquez, Alí Humar, Eduardo Vidal y Lucero Galindo.

## Argumento
Es la historia de amor entre un hombre mayor y una señorita a la que vio crecer cuando él la acogió como su protector tras el fallecimiento del abuelo de la niña. Sin embargo al pasar el tiempo se enamora de ella, conformando un triángulo amoroso con el novio de la joven quien, a su vez, es hijo de sus peores enemigos ya que en el pasado ellos tuvieron que ver con el destierro y muerte de su abuelo.

## Elenco
- Judy Henríquez
- Alí Humar
- Eduardo Vidal
- Lucero Galindo
- Amparo Suárez
- Ugo Armando
- Karina
- Oscar Golden
- Rosita Alonso
- Camilo Medina
- Pedro Montoya
- Carmen de Lugo
- Aldemar García
- Lucy Colombia
- Carmenza de Cadavid
- Jairo Soto
- Inés Mejía